# دانزاندارجاگین سریتر
دانزاندارجاگین سریتر (مغولی: Данзандаржаагийн Сэрээтэр؛ زادهٔ ۲۳ آوریل ۱۹۴۳) کشتی‌گیر اهل مغولستان بود.